# Себастьян Кінтеро
Себастьян Кінтеро (ісп. Sebastián Quintero; нар. 4 червня 1983) — колишній колумбійський тенісист.
Найвищу одиночну позицію світового рейтингу — 751 місце досяг 24 травня 2004, парну — 546 місце — 11 жовтня 2004 року.

## Титули ATP Челленджер

### Парний розряд: (1)
| Ранг | Дата     | Турнір                             | Покриття | Партнер        | Суперники                         | Рахунок  |
| ---- | -------- | ---------------------------------- | -------- | -------------- | --------------------------------- | -------- |
| 1.   | Бер 2004 | Bancolombia Open, Богота, Колумбія | Ґрунт    | Оскар Родрігес | Ґуставо Маркассіо Дієґо Веронельї | 6–3, 6–4 |